# Malharia

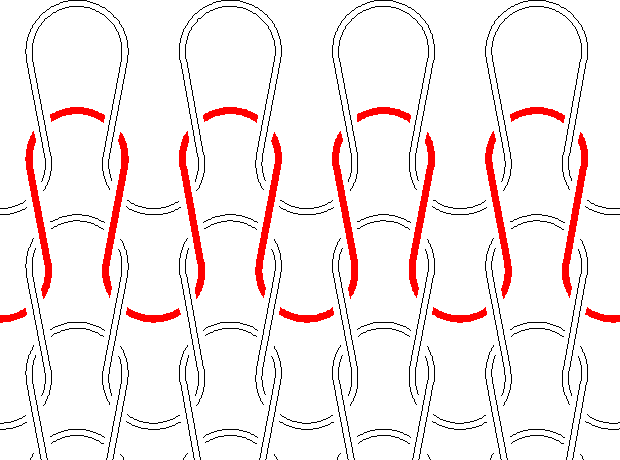
Ligação de malha simples

Malharia é a produção de tecidos de malha. Os tecidos de malha são caracterizados pelo entrelaçar dos fios têxteis, sendo esses sempre no mesmo sentido – ou todos na trama (horizontal) ou todos no urdume (teia). O processo é realizado com a ajuda de agulhas, e o tecimento fundamental neste caso é o tricot.

## Malharia de trama

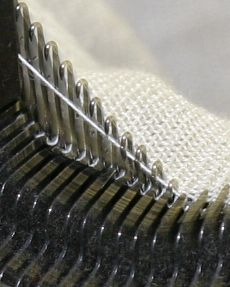
Formação de uma malha de trama.

### Malharia circular

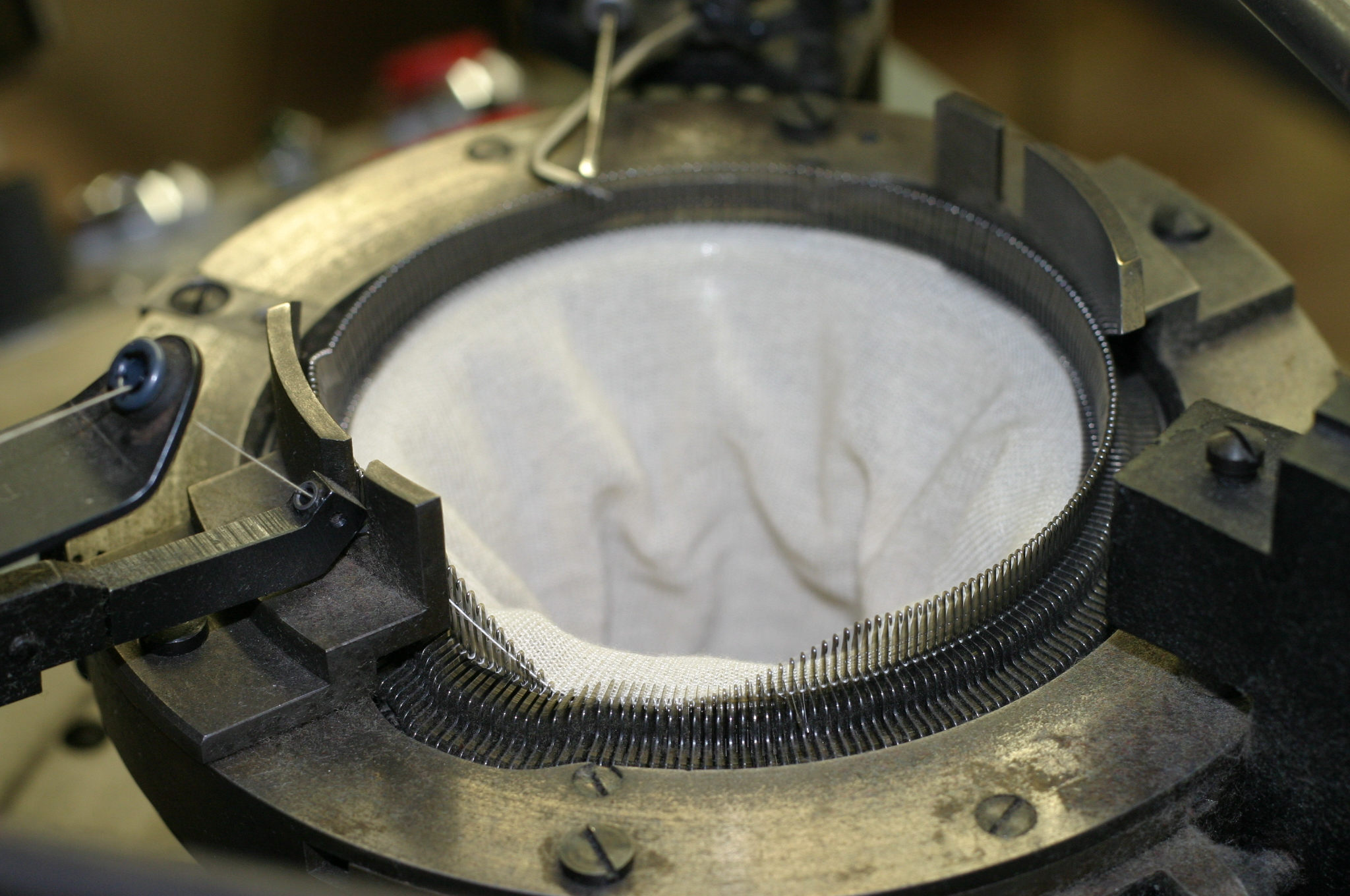
Um tear de malharia circular de pequeno diâmetro.

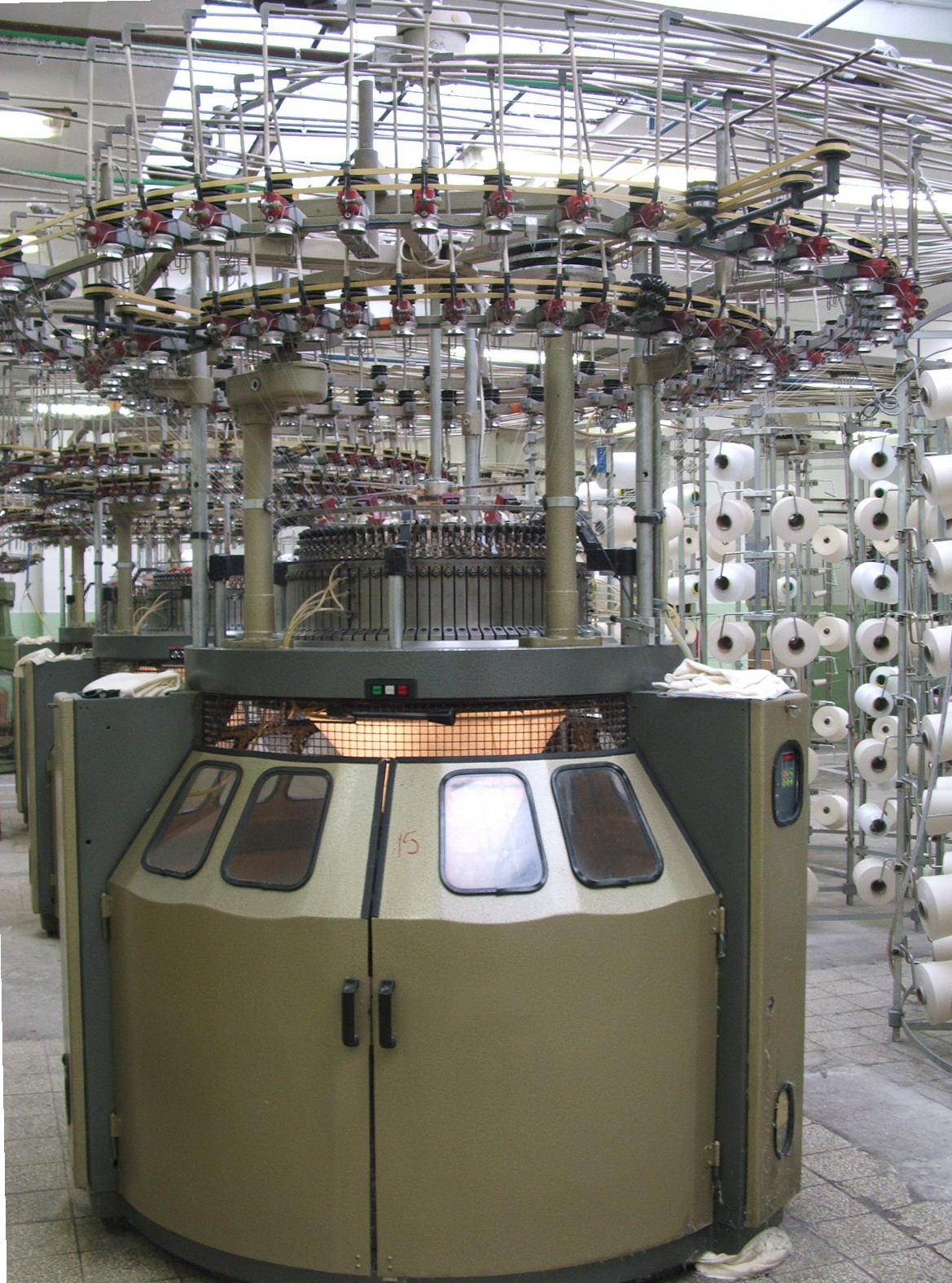
Um tear de malharia circular de grande diâmetro.

O tecido de malha em formato tubular é produzido em teares circulares.
As ligações básicas são a meia-malha (jersey), o piquet, o moletom  e o rib. A máquina pode ser de monofrontura ou de duplafrontura, e usa cunhas chamadas excêntricas (por analogia ao processo de cala), que movimentam as agulhas de lingueta.
A malharia circular pode ser dividida em dois tipos: de pequeno e de grande diâmetro.

### Malharia retilínea
Esta é usada, principalmente, para a produção de golas, punhos ou peças já prontas (maquinas fully-fashion). A indústria de malharia retilínea conta atualmente com equipamentos eletrônicos com grande capacidade de recursos. Hoje é bastante utilizada a técnica de aplicação de jacquard em golas, principalmente escolares e de uniformes, onde se colocam o nome, o logotipo ou o detalhe desenhado), personalizando o produto final, e intarsia nas peças de meia malha para públicos mais refinados. A malharia retilinea também é considerada malharia de trama.

## Malharia de urdume (Teia)
Os carretéis de urdume, devidamente preparados, entram nas máquina Raschel ou Kettenstuhl. Os fios de urdume passam pelas agulhas, que estão presas nas barras que fazem o entrelaçamento com os fios próximos. A primeira máquina é normalmente utilizada para tecer rendas e similares, e a segunda para tecidos, notadamente na fabricação de lingerie, filtros etc.
Frontura é a frente de tecimento – o local onde as agulhas são colocadas para trabalho – e pode ter formato retilíneo ou circular. As máquinas de malharia podem ter apenas uma frontura (monofrontura) ou ter duas (duplafrontura). Isso determina o tecido a ser produzido: tecido em meia malha ou em malha dupla.